# Мандзони, Пьеро
Пье́ро Мандзо́ни (итал. Piero Manzoni; 13 июля 1933, Сончино, Италия — 6 февраля 1963, Милан, Италия) — итальянский художник, известный своими концептуальными работами, создававшимися как прямой ответ на творчество его современника Ива Кляйна. Стоял у истоков создания такой формы искусства, как Shock art.

## Биография
Родился 13 июля 1933 года в маленьком городке Сончино, в провинции Кремона.
Для творчества Мандзони характерны эксперименты с различными красящими веществами и материалами. Например, он использовал фосфоресцентную краску и хлорид кобальта для создания эффекта изменяющегося со временем цвета. Хотя у него были и гораздо более необычные идеи. Например, он создавал скульптуры из белой ваты, стекловолокна, кроличьей кожи и фальшивых булочек.
В 1958 году он создал «пневматическую скульптуру», состоящую из 45 надувных мембран. Покупатель скульптуры также получал дыхание автора, заключённое в мембранах. Он также пытался создать механическую скульптуру животного, использующую солнечную энергию для движения. В 1960 году он создал шар, левитирующий в струе воздуха.
В 1960 году Мандзони представил в качестве произведения искусства несколько сваренных вкрутую яиц, на которых он оставил свои отпечатки пальцев. Зрителям было позволено съесть всю экспозицию в течение 70 минут. Позже он начал продавать свои отпечатки пальцев. Также Мандзони объявил некоторых людей, в числе которых был Умберто Эко, ходячими произведениями искусства.
В мае 1961 года Мандзони разместил собственные фекалии в 90 пронумерованных консервных баночках (по 30 граммов в каждой) и написал на них «Дерьмо художника» на четырёх языках. Сам Мандзони объяснил свои действия так: «Я привлекаю внимание к доверчивости покупателей художественных произведений». В последующие годы баночки оказались во многих художественных собраниях, получая значительные премии по всему миру. Есть сообщения, что позднее некоторые из них взорвались (вероятно, вследствие коррозии и под давлением накопившихся в них газов).
В том же году он расписывался на обнажённых людях для выставки и даже выдавал им сертификат подлинности. Также он создал «волшебный постамент», взойдя на который, каждый становился произведением искусства.
В 1963 году Пьеро Мандзони умер от инфаркта миокарда в своей студии в Милане.